# Egghalden
Egghalden (mundartlich: Ekhaldə) ist ein Gemeindeteil der Gemeinde Sigmarszell im bayerisch-schwäbischen Landkreis Lindau (Bodensee).

## Geographie
Das Dorf liegt circa zwei Kilometer südwestlich des Hauptorts Sigmarszell. Südöstlich der Ortschaft fließt die Leiblach, die hier die Staatsgrenze zu Hörbranz im österreichischen Vorarlberg bildet.

## Ortsname
Der Ortsname setzt sich aus den mittelhochdeutschen Wörtern egge für Ecke, Kante, Winkel und halde für Abhang zusammen und bedeutet somit (Siedlung am) eckigen Anhang.

## Geschichte
Egghalden wurde erstmals urkundlich im Jahr 1457 als Egghalden erwähnt. Zu dieser Zeit besaßen die Herren von Weiler Besitzungen im Ort. 1626 wurden zehn Häuser im Ort gezählt. 1661 gelangten alle Besitzungen in Egghalden an die Stadt Lindau. Egghalden gehörte damit zum äußeren Gericht der Reichsstadt Lindau.

## Baudenkmäler
Siehe: Liste der Baudenkmäler in Egghalden